# W62P
W62P（だぶりゅ ろくにぃ ぴー）は、パナソニック モバイルコミュニケーションズが日本国内向けに開発した、auブランドを展開するKDDIおよび沖縄セルラー電話のCDMA 1X WIN対応携帯電話である。また、本項では本機をベースにしたコラボレーションモデルの島耕作ケータイ（しま こうさく-）についても記述する。

## 特徴
親会社の松下電器産業が前月（10月1日）にパナソニックに社名変更してから初のau向けパナソニック端末。W61Pの後継機種で女性ユーザー向けに特化した端末であり、同社の同キャリア向けの2007年夏モデルである「W52P」と同様に左右非対称のデザインが用いられている。なお、機能面に関しては基本的にベースとなったW61Pと共通である。
同社製のEV-DO Rel.0／KCP対応機種としては最終機種となっている。
　

## 沿革
- 2008年（平成20年）10月27日 - KDDIおよびパナソニック モバイルコミュニケーションズより公式発表。
- 2008年11月1日 - 北陸・関東・中部・関西・四国・沖縄地区にて発売。
- 2008年11月7日 - 上記以外の残りの地区にて発売。
- 2009年（平成21年）1月 - 販売終了。
- 2012年（平成24年）7月22日 - L800MHz帯（旧800MHz帯・CDMA Bandclass 3）エリアによるサービスの停波（予定）。以降はN800MHz帯（新800MHz帯・CDMA Bandclass 0 Subclass 2）および2GHz帯（CDMA Bandclass 6）の各エリアで利用する事となる（予定）。

## その他
「run for money 逃走中」で過去利用されていた。

## 島耕作ケータイ
2008年（平成20年）11月20日にauの特設キャンペーンサイトにて3000台限定で先着予約順に限定販売されたW62Pの特別バージョン。
作者の弘兼憲史がかつて松下電器産業（当時）に勤務していた経験があり、作中の企業「初芝」のモデルとなったことにちなみ、パナソニックモバイル製端末が採用された。
ちなみにこのコラボレーションモデルには「Panasonic」のロゴではなく「HATSUSHIBA」のロゴが本体キー上部に小さく表記されており、本機専用のオリジナルコンテンツおよびEZケータイアレンジなどのデータがプリセットされ、それ以外の機能はW61PおよびW62Pと同一である。
また、この端末の特別添付品として「初芝五洋ホールディングス」の社章と社員証（実際のパナソニックの社員証を模している）、更に弘兼の直筆による特製「島耕作のサインシール」が添付される。本体色はシャルマンゴールドのみ。

## 対応サービス（W62Pでの場合）
- au LISTEN MOBILE SERVICE（ビデオクリップ）
- EZナビウォーク（声de入力・3D対応）
- EZ助手席ナビ
- 安心ナビ
- 災害時ナビ
- 緊急通報位置通知
- EZ FeliCa
- EZチャンネルプラス
- EZケータイアレンジ
- PCサイトビューアー
- EZアプリ(BREW)(オープンアプリプレイヤー対応)
  - プリセットアプリとして、ケータイコミック「三丁目の夕日～寒い夜～」とゲームアプリ「おためしばん ことばのパズル もじぴったん」（バンダイナムコゲームス）がプリセットされている。
- デコレーションメール
- 絵しゃべりメール
- ラッピングメール
- Touch Message
- 赤外線通信
- au Smart Sports
- SD-Audio（AAC）　
  - 同キャリアの2008年秋冬モデルで唯一対応している。ただしAAC+SBRには非対応。

ほか